# Aedia
Genre
Aedia est un genre de lépidoptères (papillons) nocturnes de la famille des Noctuidae.

## Liste des espèces
Selon FUNET Tree of Life (25 janvier 2021) :
- Aedia abrostolica (Hampson, 1926)
- Aedia acronyctoides (Guenée, 1852)
- Aedia actinalis Hacker, 2016
- Aedia albirena (Hampson, 1926)
- Aedia albomacula (Hulstaert, 1924)
- Aedia arctipennis (Hulstaert, 1924)
- Aedia banian (Viette, 1965)
- Aedia barrettae (Hampson, 1905)
- Aedia chthonosoma Hacker, 2016
- Aedia conradti  Hacker, 2016
- Aedia corticea (Le Cerf, 1922)
- Aedia cretacea Hacker, 2016
- Aedia dargei Hacker, 2016
- Aedia dinawa (Bethune-Baker, 1906)
- Aedia dipterygia (Hampson, 1926)
- Aedia eburneata Hacker, 2016
- Aedia eremica (Wiltshire, 1980)
- Aedia eurymelas (Hampson, 1916)
- Aedia funesta (Esper, 1786)
- Aedia heteropterygia Hacker, 2016
- Aedia hirtissima (Walker, [1863])
- Aedia hollowayi Haruta, 1993
- Aedia illegitima (Wallengren, 1875)
- Aedia intrahens (Walker, 1858)
- Aedia iridocosma Bethune-Baker, 1911
- Aedia konsonata Hacker, 2016
- Aedia kumamotonis (Matsumura, 1926)
- Aedia leucomelas (Linnaeus, 1758)
- Aedia lichenea (Hampson, 1895)
- Aedia lobata (Prout, 1928)
- Aedia maiae Holloway, 2009
- Aedia marginisecta Holloway, 2009
- Aedia marmoreata Hacker, 2016
- Aedia melanica (Hampson, 1926)
- Aedia melanosoma Hacker, 2016
- Aedia melanyptera Hacker, 2016
- Aedia mesonephele (Hampson, 1916)
- Aedia metaleuca (Hampson, 1926)
- Aedia microcelis (Hampson, 1926)
- Aedia nigrescens (Wallengren, 1856)
- Aedia oligomelas (Mabille, 1890)
- Aedia olivacea (Walker, 1863)
- Aedia pallididisca (Hampson, 1926)
- Aedia pericyma (Hampson, 1916)
- Aedia perdicipennis (Moore, 1882)
- Aedia phantasma Hacker, 2004
- Aedia plusiodes Hacker, 2016
- Aedia poliochroa (Hampson, 1916)
- Aedia politzari Hacker, 2016
- Aedia pruna Semper, 1900
- Aedia pyramidalis (Hampson, 1916)
- Aedia sciras (Fawcett, 1916)
- Aedia scotaea (Hampson, 1926)
- Aedia scylloides Hacker, 2016
- Aedia serapis (Fawcett, 1916)
- Aedia sericea (Butler, 1882)
- Aedia sinuinigra Holloway, 2009
- Aedia sospita (Fawcett, 1916)
- Aedia squamosa (Wallengren, 1856)
- Aedia trachyptera Hacker, 2016
- Aedia triphaenoides (Viette, 1965)
- Aedia virescens (Hampson, 1902)
- Aedia xanthophaes  Bethune-Baker, 1911
- Aedia xerosomata Hacker, 2016

## Espèces européennes
Deux espèces sont présentes en Europe : Aedia funesta et Aedia leucomelas.

## Systématique
Le genre Aedia a été décrit en 1823 par l'entomologiste allemand Jakob Hübner.
Il a pour synonymes :
- Anophia Guenée, 1841
- Eopaectes Hulstaert, 1924
- Catephiona Hampson, 1926
- Eucatephia Hampson, 1926
- Melanephia Hampson, 1926
- Dysedia Rogenhofer, 1874
- Herchunda Swinhoe, 1900
- Premusia Walker, 1858
- Idicara Walker, 1863
- Lipatephia  Hampson, 1926
- Syagrana Wiltshire, 1980
- Renatia Berio, 1985

La classification de ce genre a longtemps été débattue : il a été classé, en fonction des auteurs, dans les sous-familles des Calpinae, des Acontiinae ou des Catocalinae. À la suite d'études de phylogénétique moléculaire, il est actuellement classé dans la sous-famille des Aediinae.